# Rudolf Weber (Maler, 1889)
Rudolf Weber (* 16. März 1889 in Annaberg; † 1. April 1972 ebenda) war ein konstruktivistischer deutscher Maler und Grafiker.

## Leben und Werk
Weber war der Sohn eines Annaberger Kaufmanns. Er absolvierte in Annaberg das Realgymnasium und besuchte um 1904 bis 1906 die Königliche Zeichenschule für Textilindustrie und Gewerbe in Schneeberg. Danach lebte er ein Jahr im Rheinland. Ab 1907 studierte er an der Königlich Sächsischen Kunstgewerbeschule Dresden, daneben zeitweilig im Schüleratelier von Eugen Bracht in der königlichen Akademie der Bildenden Künste Dresden. Zu seinen Kommilitonen gehörten u. a. Pol Cassel, Karl Kröner und Walter Richard Rehn. In Dresden war Weber vor Ausbruch des Ersten Weltkriegs auf einer Ausstellung vertreten. Es sollte die einzige Ausstellung seiner Arbeiten zu Lebzeiten sein.
Von 1914 bis 1918 nahm Weber als Soldat am Krieg teil, wobei er am rechten Arm schwer verwundet wurde. Er zog danach nach Streckewalde. Dort arbeitet er als Postbeamter und war von 1923 bis 1929 Bürgermeister. 1932 zog er wieder nach Annaberg, wo er zurückgezogen und unbeachtet als freischaffender Künstler arbeitete. Weber „stand dem Denken Bertha von Suttners nahe. Seine antimilitaristische, anfangs pazifistische, später sozialistische Grundhaltung erweiterte er mit bemerkenswerter Konsequenz auf sein Verhältnis zu Tieren.“
Weber befasste sich intensiv mit der Ostwald’schen Farbtheorie, auf die er sich bei seiner künstlerischen Arbeit stützte. So beruhen seine Tempera-Bilder Flächenklang auf einem genauen Konstruktionsplan, auf dem nach dieser Theorie numerisch objektivierte Farbenwerte in Zahlen festgehalten sind.
1935/1936 gab es Vorgespräche für eine Ausstellung in der Berliner Galerie Buchholz, die jedoch unter dem Einfluss der nationalsozialistischen Diskriminierung „entarteter“ Kunst nicht zustande kam.
Neben seiner Tätigkeit als Maler schuf Weber lyrische Arbeiten, die oft einen „Idyllisch-belehrenden Zug“ haben.
1940 wurde Weber wegen antinazistischer Äußerungen mehrere Monate in Chemnitz von der Gestapo in Untersuchungshaft genommen, und 1942 erteilte ihm die Reichskammer der bildenden Künste Malverbot. Da er sich damit nicht mehr als Maler bezeichnen durfte, nannte er sich daraufhin „Farbforscher und Schriftsteller“.
Weber begrüßte 1945 den Einzug der Roten Armee in Annaberg als Befreiung aus persönlicher, politischer und künstlerischer Isolation und arbeitete wieder als freischaffender Künstler. Seine Arbeiten stießen jedoch auf Unverständnis und Ablehnung. Als er für eine der unter dem Titel „Befreite Kunst“ kurz nach Kriegsende stattfindenden Ausstellungen Bilder einreichte, wurden diese, als offenbar nicht zur Konzeption passend, nicht berücksichtigt und teilweise beschädigt zurückgegeben.
In Annaberg lernte Weber in den 1950er Jahren den deutlich jüngeren Carlfriedrich Claus kennen, zu dem sich eine geistige Nähe zeigte und zu dem eine tiefe Künstlerfreundschaft entstand.
Kurz nach Webers Tod wurde der größte Teil seiner künstlerischen und literarischen Arbeiten von einem Verwandten in die Bundesrepublik verbracht.
Weber war mit Helene, geb. Becker (1894–1979) verheiratet.

## Rezeption
„… der seit den zwanziger Jahren in fast totaler Isolation ein Werk geschaffen hat, das in der Internationale des Konstruktivismus als autonomes Gebiet fungiert.“
Carlfriedrich Claus

## Postume Ausstellungen von Arbeiten Webers
- 1985/1986: Altenburg/Thür., Lindenau-Museum („Segel der Zeit . Ausstellung zum 100. Geburtstag von Welimir Chlebnikow“)
- 1985: Annaberg-Buchholz, Galerie am Markt („Kunst der Verweigerung“)
- 1989: Annaberg-Buchholz, Galerie am Markt („Hommage à Rudolf Weber“)
- 1997: Schwarzenberg, Museum Schloss Schwarzenberg („Rudolf Weber, Otto Müller-Eibenstock, Max Eismann. Konstruktivismus in Sachsen“)